# 養林寺 (前橋市)

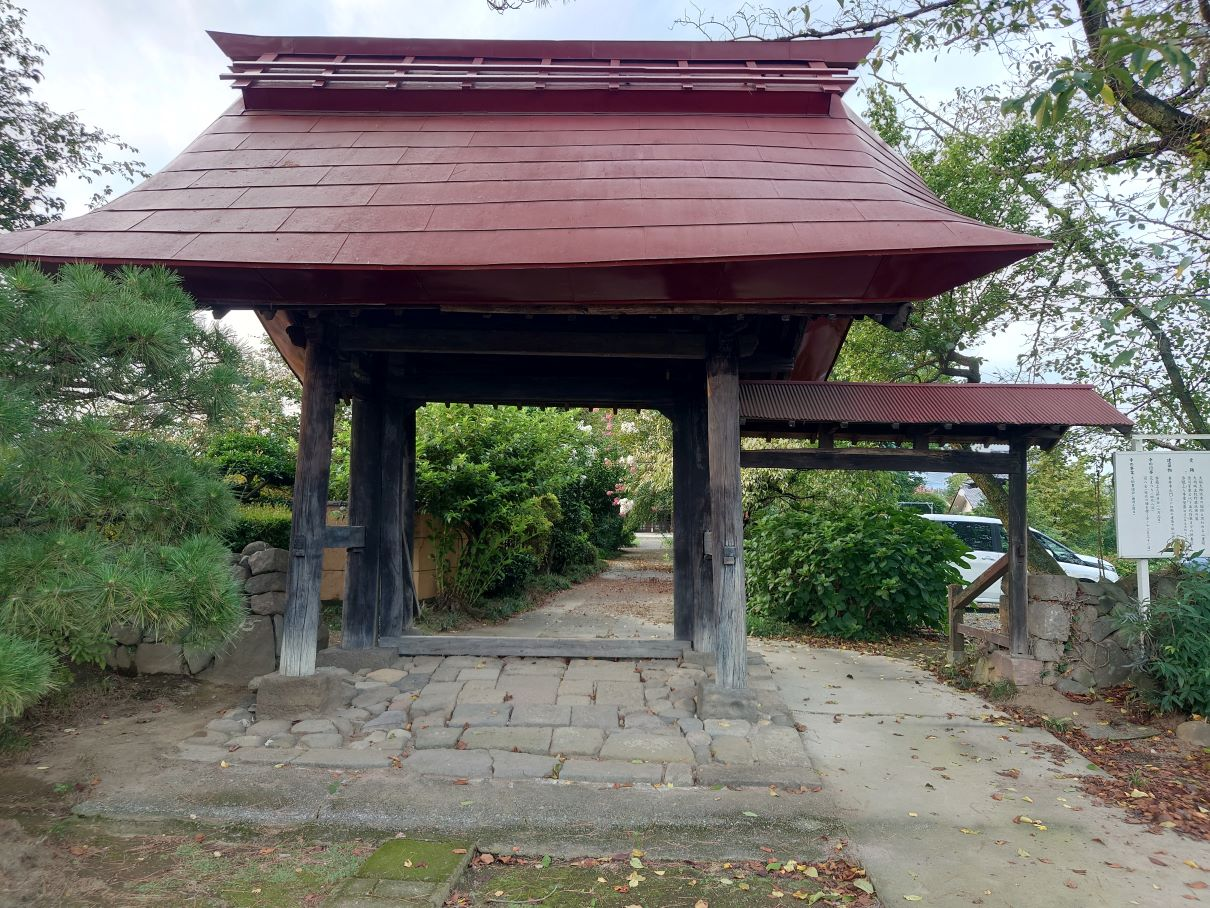
養林寺山門

養林寺（ようりんじ）は、群馬県前橋市堀越町の浄土宗鎮西派の寺院。山号は無量山、院号は月照院、本尊は阿弥陀如来。

## 歴史
鎌倉時代に法然に帰依した大胡太郎実秀がこの地に草庵を営んだのに始まるとされる。
天正18年（1590年）大胡城主となった牧野康成が牧野氏の菩提寺として明誉唱空を開山として近戸山養修寺と号したという。他方『前橋風土記』『上野国志』では文禄3年（1594年）に牧野康成が玄（其）蓮社昌公を開基としたとされている。
慶長9年（1604年）、牧野康成は所領のうち100石を寄進し、幕府の許可を得て徳川家康の朱印状を与えられた（『大日本史料』）。この時仏具什器に葵の紋を用いることを許されたという。
元和2年（1616年）に牧野氏は長岡へ転封となり、大胡城は廃城となった。
牧野氏時代の建築物としては山門が唯一残り、形式から江戸時代前期のものと推定される。
壕と高土居の痕跡が残ることから、中世の大胡氏の館跡と推定されている。

## 文化財
前橋市指定史跡

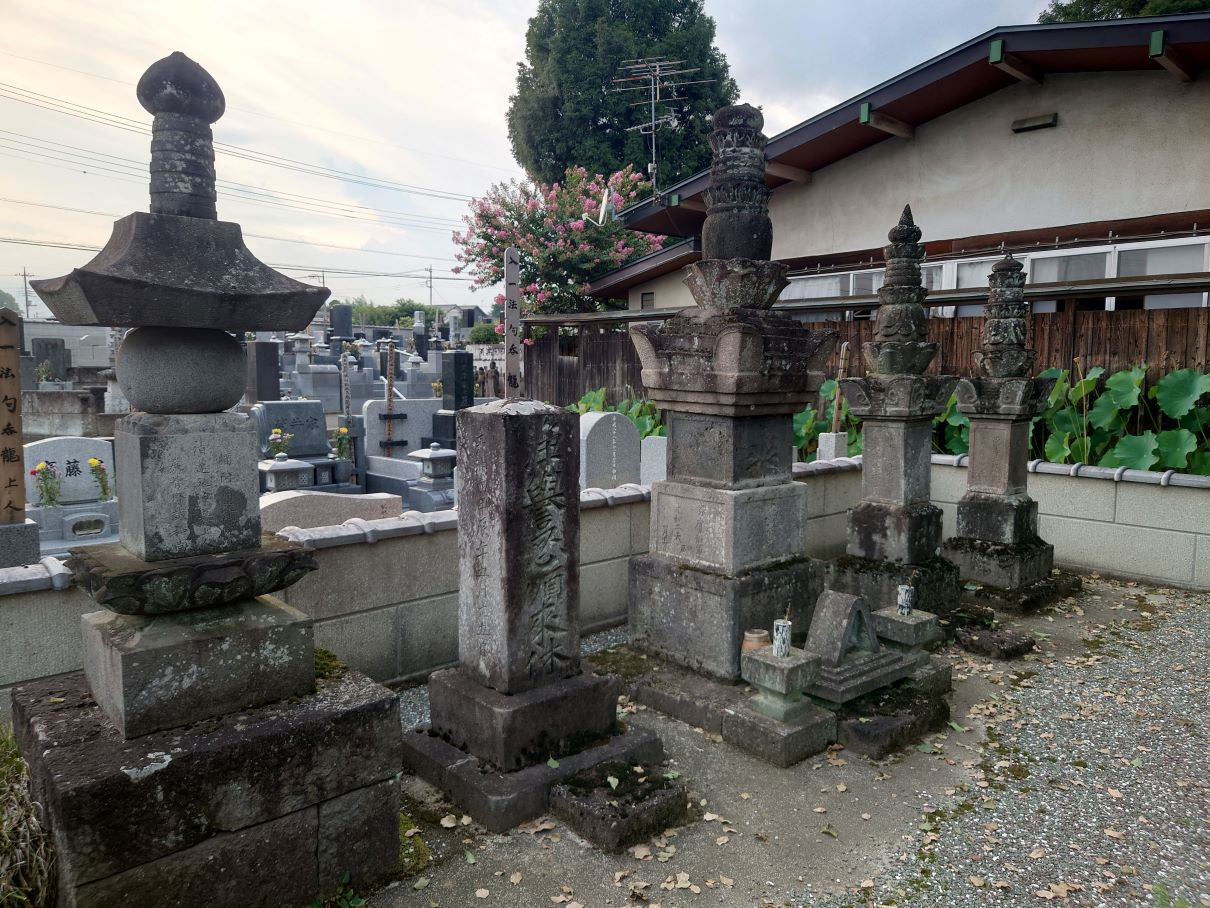
牧野家墓地（前橋市指定史跡）

- 牧野家墓地（昭和50年7月1日指定）[9] - 以下の人物の墓が並ぶ[10]。
  - 牧野康成 - 埋葬墓
  - 牧野康成室（鳳樹院） - 埋葬墓
  - 牧野成定室（普国院） - 埋葬墓
  - 牧野成定 - 埋葬地は光輝院（愛知県豊川市）
  - 牧野忠成 - 埋葬地は普済寺（新潟県長岡市）
  - 牧野忠成室（大寿院） - 埋葬地は幡随院
  - 牧野忠成娘（嶺秀院、戸田氏信室） - 埋葬地は大恩寺（愛知県豊川市）

## 周辺
- 大胡城跡
- 大胡神社
- 長善寺
- 前橋市立大胡中学校
- 大胡郵便局
- 前橋市役所大胡支所